# NGC 7220
NGC 7220 (другие обозначения — PGC 68241, ESO 532-28, MCG -4-52-20) — линзообразная галактика (SB0) в созвездии Водолей.
Этот объект входит в число перечисленных в оригинальной редакции «Нового общего каталога».